# Karate tại Đại hội Thể thao Đông Nam Á 2001
Karate tại Đại hội Thể thao Đông Nam Á năm 2001 được tổ chức từ ngày 9 đến ngày 11 tháng 9 năm 2001 tại Nhà thi đấu UNITEN Bangi, bang Selangor, Malaysia. Giải đấu bao gồm hai nội dung chính: kata (biểu diễn quyền) và kumite (đối kháng), với các hạng mục thi đấu cá nhân và đồng đội cho cả nam và nữ. Có tổng cộng 19 nội dung thi đấu.  Gồm hai nội dung thi đấu chính:
- Kata (cá nhân và đồng đội) cho cả nam và nữ.
- Kumite cá nhân và đồng đội, với các hạng cân:
  - Nam: 55 kg, 60 kg, 65 kg, 70 kg, 75 kg, 80 kg, +80 kg, mở (open) và đồng đội
  - Nữ: 48 kg, 53 kg, 60 kg, +60 kg, mở (open) và đồng đội

Đoàn chủ nhà Malaysia thống trị môn Karate với 9 huy chương vàng.

## Tóm tắt kết quả

### Kata
| Nội dung          | Vàng                   | Bạc                        | Đồng                          |
| ----------------- | ---------------------- | -------------------------- | ----------------------------- |
| Kata cá nhân nam  | Ku Jin Keat · Malaysia | Aswan Ali · Indonesia      | Min Aye · Myanmar             |
| Kata cá nhân nam  | Ku Jin Keat · Malaysia | Aswan Ali · Indonesia      | Abd Malik Mohd Zaini · Brunei |
| Kata đồng đội nam | Malaysia (MAS)         | Indonesia (INA)            | Myanmar (MYA)                 |
| Kata đồng đội nam | Malaysia (MAS)         | Indonesia (INA)            | Việt Nam (VIE)                |
| Kata cá nhân nữ   | Lim Lee Lee · Malaysia | Endah Jubaedah · Indonesia | Yanisa · Thái Lan             |
| Kata cá nhân nữ   | Lim Lee Lee · Malaysia | Endah Jubaedah · Indonesia | Yin Hua Thawng · Myanmar      |
| Kata đồng đội nữ  | Malaysia (MAS)         | Việt Nam (VIE)             | Myanmar (MYA)                 |
| Kata đồng đội nữ  | Malaysia (MAS)         | Việt Nam (VIE)             | Indonesia (INA)               |

### Kumite

#### Nam
| Hạng cân        | Vàng                                | Bạc                           | Đồng                               |
| --------------- | ----------------------------------- | ----------------------------- | ---------------------------------- |
| 55kg            | Puvaneswaran Ramasamy · Malaysia    | Phạm Trần Nguyên · Việt Nam   | Isfan Rahaisal Tanjung · Indonesia |
| 55kg            | Puvaneswaran Ramasamy · Malaysia    | Phạm Trần Nguyên · Việt Nam   | Eddie Jofriani Johari · Brunei     |
| 60kg            | Arief Taufan Syamsuddin · Indonesia | Lim Yoke Wai · Malaysia       | Mohammad Fadilah Sanif · Brunei    |
| 60kg            | Arief Taufan Syamsuddin · Indonesia | Lim Yoke Wai · Malaysia       | Nguyễn Ngọc Long · Việt Nam        |
| 65kg            | M Hasan Basri · Indonesia           | Kong Tai Moon · Malaysia      | One Ko Ko Oo · Myanmar             |
| 65kg            | M Hasan Basri · Indonesia           | Kong Tai Moon · Malaysia      | Nguyễn Anh Tuấn · Việt Nam         |
| 70kg            | Sonny Simangasing · Indonesia       | Junel O Perania · Philippines | Lee Yung Siang Ken · Singapore     |
| 70kg            | Sonny Simangasing · Indonesia       | Junel O Perania · Philippines | R. Muniandy · Malaysia             |
| 75kg            | Rayner Kin Siong · Malaysia         | Lê Hải Bằng · Việt Nam        | Ryan Bonifacio FM · Philippines    |
| 75kg            | Rayner Kin Siong · Malaysia         | Lê Hải Bằng · Việt Nam        | Novilus Tedius Yoku · Indonesia    |
| 80kg            | P. Thiagu · Malaysia                | Saner Jaritrum · Thái Lan     | Sudirman · Indonesia               |
| 80kg            | P. Thiagu · Malaysia                | Saner Jaritrum · Thái Lan     | Trần Hải Hà · Việt Nam             |
| +80kg           | Jose Mari P Pabillore · Philippines | Dam Sruan · Thái Lan          | Mohd Umar Syarif D. · Indonesia    |
| +80kg           | Jose Mari P Pabillore · Philippines | Dam Sruan · Thái Lan          | Alexander a/l Arlantu · Malaysia   |
| Open            | Vũ Quốc Huy · Việt Nam              | Robert Karly · Indonesia      | Kong Tai Moon · Malaysia           |
| Open            | Vũ Quốc Huy · Việt Nam              | Robert Karly · Indonesia      | One Ko Ko Oo · Myanmar             |
| Kumite đồng đội | Indonesia (INA)                     | Việt Nam (VIE)                | Philippines (PHI)                  |
| Kumite đồng đội | Indonesia (INA)                     | Việt Nam (VIE)                | Malaysia (MAS)                     |

#### Nữ
| Hạng cận        | Vàng                             | Bạc                              | Đồng                                |
| --------------- | -------------------------------- | -------------------------------- | ----------------------------------- |
| 48kg            | Phạm Hồng Thắm · Việt Nam        | Ng Chai Lin · Malaysia           | Maria Marna Pabillore · Philippines |
| 48kg            | Phạm Hồng Thắm · Việt Nam        | Ng Chai Lin · Malaysia           | Jenny Zeannet · Indonesia           |
| 53kg            | M Srirajarajeswari · Malaysia    | Vũ Kim Anh · Việt Nam            | Maricar F Rimando · Philippines     |
| 53kg            | M Srirajarajeswari · Malaysia    | Vũ Kim Anh · Việt Nam            | Sandra Aryani · Indonesia           |
| 60kg            | S. Premila · Malaysia            | Ni Ni Cho The · Myanmar          | Vipavee Charagrang · Thái Lan       |
| 60kg            | S. Premila · Malaysia            | Ni Ni Cho The · Myanmar          | Hà Thị Kiều Trang · Việt Nam        |
| +60kg           | Gretchen S Malalad · Philippines | Meity Johana Kaseger · Indonesia | Agnes Tan Sze Ching · Malaysia      |
| +60kg           | Gretchen S Malalad · Philippines | Meity Johana Kaseger · Indonesia | Phạm Hồng Thắm · Việt Nam           |
| Open            | Nguyễn Thị Thu Trang · Việt Nam  | Vipavee · Thái Lan               | Christina Dewi Gani · Indonesia     |
| Open            | Nguyễn Thị Thu Trang · Việt Nam  | Vipavee · Thái Lan               | Ni Ni Cho The · Myanmar             |
| Kumite đồng đội | Việt Nam (VIE)                   | Indonesia (INA)                  | Malaysia (MAS)                      |
| Kumite đồng đội | Việt Nam (VIE)                   | Indonesia (INA)                  | Philippines (PHI)                   |

## Bảng huy chương
| Hạng               | Đoàn               | Vàng | Bạc | Đồng | Tổng số |
| ------------------ | ------------------ | ---- | --- | ---- | ------- |
| 1                  | Malaysia (MAS)     | 9    | 3   | 6    | 18      |
| 2                  | Indonesia (INA)    | 4    | 6   | 8    | 18      |
| 3                  | Việt Nam (VIE)     | 4    | 5   | 6    | 15      |
| 4                  | Philippines (PHI)  | 2    | 1   | 5    | 8       |
| 5                  | Thái Lan (THA)     | 0    | 3   | 2    | 5       |
| 6                  | Myanmar (MYA)      | 0    | 1   | 7    | 8       |
| 7                  | Brunei (BRU)       | 0    | 0   | 3    | 3       |
| 8                  | Singapore (SIN)    | 0    | 0   | 1    | 1       |
| Tổng số (8 đơn vị) | Tổng số (8 đơn vị) | 19   | 19  | 38   | 76      |